# 埃勒巴尔代区
埃勒巴爾代區是索馬利亞的一個區，位於該國東南方的巴科勒州，首府為埃勒巴爾代。

## 外部鏈結
- Districts of Somalia （页面存档备份，存于）